# Dreaded Chaotic Reign
Dreaded Chaotic Reign — третий полноформатный студийный альбом норвежской группы Carpe Tenebrum, вышедший в 2002 году. Диск стал заключительным в творческой деятельности коллектива.

## Об альбоме

### Запись
Запись альбома началась в тот период, когда Astennu ещё был участником Dimmu Borgir и вместе с The Kovenant записывал альбом Nexus Polaris. Однако запись альбома была завершена лишь через два года после возвращения Astennu в Австралию.

### Музыка
В отличие от двух предыдущих альбомов — Majestic Nothingness и Mirrored Hate Painting, которые были выдержаны в направлении блэк-метала, этот альбом был оформлен уже совсем в другом стиле — дэт-метал. Однако так же, как и в прошлых альбомах, в этом альбоме в качестве барабанщика была задействована драм-машина.
Кроме того вокальные партии в альбоме исполнил Astennu (он также играл на всех инструментах), в то время как в прошлых альбомах в качестве вокалиста выступал Нагаш.

### Критика
Некоторые критики сравнивают музыку альбома с творческими работами американской дэт-метал группы Morbid Angel.

## Список композиций
1. Abiding Our Time — 6:56
2. To See Your Name — 4:38
3. The Telling — 5:42
4. Aetherial Benefaction — 2:16
5. What of This Place — 6:33
6. Hope is Near — 4:12
7. Sense of Face — 5:02
8. Conscious Hide ! — 5:41
9. Nothingness — 5:04

## Участники записи
- Astennu — все инструменты и вокал